# Mecca, Kalifornien
Mecca är en ort (CDP) i Riverside County, i delstaten Kalifornien, USA. Enligt United States Census Bureau har orten en folkmängd på 8 577 invånare (2010) och en landarea på 18 km².